# Ризи э бизи
Ризи э бизи (венетский язык: risi e bisi, «рис и горох») – блюдо венецианской кухни, типичное для Падуи, Венеции, Виченцы и Вероны на основе риса и гороха.
Это первое блюдо, характерное для региона Венето, которое благодаря своей консистенции, не слишком плотной и не слишком жидкой, считается промежуточным между ризотто и супом, и подходит как для зимних, так и весенних месяцев.

## Приготовление
В провинции Виченца блюдо готовится из типичных местных ингредиентов, таких как рис грумоло делле Аббадессе (Riso di Grumolo delle Abbadesse), который представляет собой разновидность риса vialone nano, и с горохом из деревушки Луминьяно (Bisi di Lumignano), который выращивается на территориях, прилегающих к муниципалитету Лонгаре, где посевы защищены холмами Беричи.
Лук и панчетту (бекон) обжаривают на оливковом масле. Добавляют молодой горошек (можно мороженный) и варят в курином бульоне; добавляют рис, иногда сливочное масло, и варят до готовности. Пармезан и свежие травы в блюдо добавляют перед подачей.
Для приготовления блюда в традиционном рецепте используются все части гороха, включая стручки, которые после очистки варят и измельчают, чтобы получить довольно густой суп.

## История
Густой суп из риса и гороха – это блюдо, принадлежащее древней кулинарной традиции Венецианской республики, которая быстро распространилась после расширения республики и включения территории Виченцы. С активизацией торговых связей между Венецией и Виченцей в обращение попала сельскохозяйственная продукция, а горох, выращенный на склонах Колли Беричи, также достиг города-лагуны, где его особенно ценили.
Таким образом, ризи э бизи стало праздничным весенним блюдом, поскольку в это время собирался первый урожай гороха, и его подавали дожу в банкетном зале Дворца дожей по случаю празднования дня покровителя города, Святого Марко, 25 апреля. Однако не исключено, что происхождение блюда еще более древнее, поскольку оно связано с византийцами, с которыми Венеция издавна была связана, и которые создавали блюда на основе риса в сочетании с другими ингредиентами.
Во времена Рисорджименто в XIX веке, фраза «Risi, bisi e fragile!» («Рис, горошек и клубника!» – цвета флага Италии) стала лозунгом протеста против австрийской оккупации.